# Dolga vas, Lendava
Dolga vas (madžarsko Hosszúfalu, prekmursko Duga ves) je naselje v Občini Lendava. Znana je po mejnem prehodu. Kraj je opredeljen kot območje, kjer avtohtono živijo pripadniki madžarske narodne skupnosti in kjer je poleg slovenščine uradni jezik tudi madžarščina. Romi v romskem naselju edini v Sloveniji govorijo balkanski romski dialekt - Bajaščino, ker so se priselili s področja Hrvaške.